# Älghult

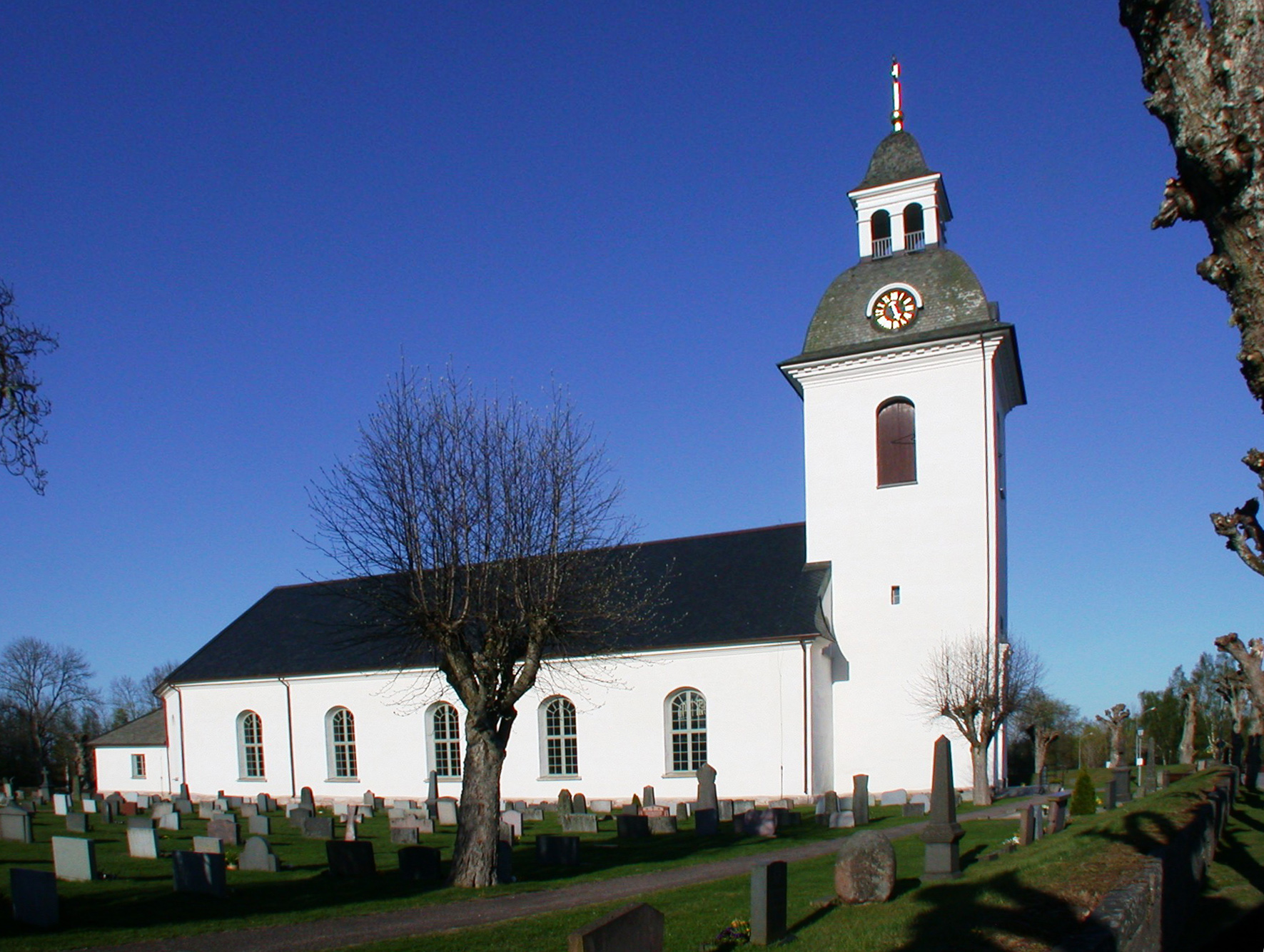
Kirche von Älghult

Älghult ist ein Ort (Tätort) in der Gemeinde Uppvidinge in der schwedischen Provinz Kronobergs län und historischen Provinz Småland. Bis 1971 war Älghult eine eigenständige Landgemeinde.
Es gibt eine sehenswerte Kirche, eine Grundschule, einen Kindergarten, ein Seniorenheim, eine Tankstelle sowie kleine und weltweit agierende mittelständische Unternehmen und einige Einzelhändler. Der einzige kleine Supermarkt (COOP) wurde zum 31. Januar 2024 geschlossen, so dass Dinge des täglichen Bedarfs seitdem nur noch im 7 Kilometer entfernten Alstermo zu bekommen sind. Für Touristen interessant sind die ausgeschilderten Radwanderwege, das Imkermuseum und die Badestelle mit Camping am Älgasjön. Südlich an Älghult vorbei fließt der Alsterån, ein Fluss der zum Fliegenfischen einlädt.